# Débora Anahí López
Débora Anahí López (nacida el 20 de febrero de 1995) es una boxeadora profesional argentina, juninense, ex campeona de la Organización Mundial de Boxeo en la categoría mosca. 

## Carrera profesional
López hizo su debut profesional el 18 de septiembre de 2015, puntuando un cuatro por decisión unánime, contra Yisele Sosa (5–6, 3 KOs) en el Club General San Martín en Junín, Argentina.
Después de compilar un sencillo registro de 15–0–1 (1 KO), ganando el título argentino de peso mosca femenino dos veces y el título sudamericano una vez, enfrentó a la boxeadora, de dudosa carrera, Niorkis Carreno para el título vacante de la Organización Mundial de Boxeo en la categoría mosca femenino, el 20 de diciembre de 2019 en Luis Guillon, Argentina. López venció a Carreno por decisión unánime obteniendo su primer título mundial.

## Registro de boxeo profesional
| 17 peleas    | 16 victorias | 0 derrotas |
| ------------ | ------------ | ---------- |
| por nocaut   | 1            | 0          |
| por decisión | 15           | 0          |
| Empates      | 1            | 1          |

| No. | Resultado | Registro | Adversario           | Tipo | Ronda, tiempo | Fecha              | Ubicación                                                              | Notas                                                 |
| --- | --------- | -------- | -------------------- | ---- | ------------- | ------------------ | ---------------------------------------------------------------------- | ----------------------------------------------------- |
| 17  | Victoria  | 16–0–1   | Niorkis Carreno      | UD   | 10            | 20 Dec 2019        | Social y Deportivo Camioneros, Luis Guillon, Argentina                 | Ganó el título mundial de peso mosca femenino vacante |
| 16  | Victoria  | 15–0–1   | Natalia Alderete     | UD   | 6             | 25 Oct 2019        | Club Sportivo Barracas, Buenos Aires, Argentina                        |                                                       |
| 15  | Victoria  | 14–0–1   | Débora Gómez         | UD   | 10            | 12 Jul 2019        | Asociación de Fomento Social y Deportiva mayo, Luis Guillon, Argentina | ganó el título nacional vacante                       |
| 14  | Victoria  | 13–0–1   | Virginia Carcamo     | UD   | 8             | 25 Aug 2018        | Monaco Hotel & Resort, Villa Carlos Paz, Argentina                     |                                                       |
| 13  | Victoria  | 12–0–1   | Victoria Moreyra     | MD   | 6             | 19 de mayo de 2018 | Everton Club, Coronel Moldes, Argentina                                |                                                       |
| 12  | Victoria  | 11–0–1   | Alejandra Ríos       | UD   | 10            | 19 Aug 2017        | Club Atlético Central Argentino, Río Cuarto, Argentina                 | Mantuvo el título                                     |
| 11  | Victoria  | 10–0–1   | Valeria Almirón      | UD   | 6             | 18 Feb 2017        | Club Ciclista Juninense, Junín, Argentina                              |                                                       |
| 10  | Victoria  | 9–0–1    | Cintia González      | UD   | 6             | 28 Jan 2017        | Club Social y Deportivo Los Millonarios, Bragado, Argentina            |                                                       |
| 9   | Victoria  | 8–0–1    | Luna del Mar Torroba | SD   | 10            | 26 Nov 2016        | Club Ciclista Juninense, Junín, Argentina                              | Ganó el título vacante                                |
| 8   | Victoria  | 7–0–1    | Fabiana Lopes        | UD   | 6             | 22 Oct 2016        | Sportsman Club Social y Deportivo, Villa Cañás, Argentina              |                                                       |
| 7   | Victoria  | 6–0–1    | Verónica Tesure      | UD   | 4             | 27 Aug 2016        | Club Ciclista Juninense, Junín, Argentina                              |                                                       |
| 6   | Victoria  | 5–0–1    | Débora Gómez         | SD   | 4             | 23 Jul 2016        | Club Ciclista Juninense, Junín, Argentina                              |                                                       |
| 5   | Victoria  | 4–0–1    | Rocío Cejas          | KO   | 3 (4)         | 17 Jun 2016        | Club General San Martín, Junín, Argentina                              |                                                       |
| 4   | Victoria  | 3–0–1    | Catalina Álvarez     | UD   | 4             | 20 de mayo de 2016 | Club General San Martín, Junín, Argentina                              |                                                       |
| 3   | Empate    | 2–0–1    | Andrea Sánchez       | MD   | 4             | 16 Apr 2016        | Club Atlético Talleres, Villa Constitución, Argentina                  |                                                       |
| 2   | Victoria  | 2–0      | Adriana Moldonado    | UD   | 4             | 13 Nov 2015        | Junín, Buenos Aires, Argentina                                         |                                                       |
| 1   | Victoria  | 1–0      | Yisele Sosa          | UD   | 4             | 18 Sep 2015        | Club General San Martín, Junín, Argentina                              |                                                       |